# SentinelOne
SentinelOne és una empresa emergent de ciberseguretat amb seu a Mountain View (Califòrnia). L'empresa va ser fundada l'any 2013 per Tomer Weingarten, Almog Cohen i Ehud ("Udi") Shamir. Weingarten actua com a conseller delegat de la companyia. I Nicholas Warner és el CEO de la companyia. La companyia té aproximadament 970 empleats i oficines a Mountain View, Boston, Tòquio i Tel-Aviv. L'empresa utilitza l'aprenentatge automàtic per supervisar ordinadors personals, dispositius IoT i càrregues de treball al núvol. La seva plataforma fa servir un model heurístic, concretament la seva IA de comportament patentada. A més, l'empresa té la certificació AV-TEST.
El 9 de febrer de 2022, SentinelOne anuncià que després d'una llarga recerca havia aconseguit identificar un grup anomenat ModifiedElephant, que operava des del 2012 i que era "responsable d'atacs dirigits a activistes dels drets humans, defensors dels drets humans, acadèmics i advocats a tota l'Índia amb l'objectiu de plantar proves digitals incriminatòries".

## Finançament
El juny de 2019, SentinelOne va rebre 120 milions de dòlars en una ronda de finançament de la Sèrie D liderada per Insight Partners. La companyia va rebre 200 milions de dòlars addicionals en finançament de la Sèrie E el febrer de 2020. La ronda de la sèrie E va situar SentinelOne en una valoració d'uns 1.100 milions de dòlars. El 2020, SentinelOne va tancar una ronda per 267 milions de dòlars en finançament, amb una valoració total de 3.100 milions de dòlars.
El 30 de juny de 2021, SentinelOne va completar una oferta pública inicial a la NYSE, recaptant 1.200 milions de dòlars.

## Adquisicions
El febrer de 2021, SentinelOne va anunciar l'adquisició de la plataforma d'anàlisi de dades a escala per núvol estatunidenca Scalyr per 155 milions de dòlars en efectiu i capital.
El desembre de 2021, l'adquisició prevista per part de SentinelOne de l'empresa emergent israeliana de seguretat al núvol Orca Security per 2.500 milions de dòlars en efectiu i accions va decaure, en part, per una caiguda del preu de les accions de SentinelOne.

## Patrocinis
Des del 2021, SentinelOne és el patrocinador oficial de ciberseguretat de l'Aston Martin Cognizant F1 Team.